# Pomnik 20-lecia Katedry Języka Polskiego Koreańskiego Uniwersytetu Języków Obcych
Pomnik 20-lecia Katedry Języka Polskiego Koreańskiego Uniwersytetu Języków Obcych – pomnik przed siedzibą Katedry Języka Polskiego (filologii polskiej) Koreańskiego Uniwersytetu Języków Obcych w Yongin. Jest to jedyny związany z Polską pomnik w Korei Południowej.
Monument w formie prostego marmurowego obelisku odsłonięto 27 października 2007 roku, w obecności około 300 osób, z okazji 20-lecia istnienia Katedry Języka Polskiego (obchody odbyły się 26 i 27 października). Założycielem katedry był profesor Cheong Byung-Kwon. Pomnik powstał ze składek społeczności akademickiej. Na obelisku wyryto jedynie napis „Polska 7736 km”, wraz ze strzałką w odpowiednim kierunku, obrazujący tęsknotę studentów za krajem, którego w ówczesnych warunkach politycznych (1987) nie mogli swobodnie odwiedzać. W uroczystości odsłonięcia wziął udział ambasador RP Marek Całka. W ramach obchodów jubileuszu odbyła się też konferencja naukowa pt. Studia polskie w Azji.